# Lampugnano
Lampugnano is een metrostation in de Italiaanse stad Milaan dat werd geopend op 12 april 1980 en wordt bediend door lijn 1 van de metro van Milaan.

## Geschiedenis
Het station werd in de jaren 70 van de twintigste eeuw ontwikkeld als P&R knooppunt vlak ten noorden van het dorp Lampugnano dat in de stad Milaan was opgegaan. Iets ten noorden van het station ligt de toerit naar de Autostrada dei Laghi die dan ook met het P&R knooppunt werd verbonden. Het station werd op 12 april 1980 geopend als onderdeel van de verlenging van de westtak van lijn 1 tot San Leonardo.

## Ligging en inrichting
Het station ligt aan de Via Giulio Natta naast een parkeergarage, parkeerterrein en een regionaal busstation. Ten zuiden van het station ligt de hogeschool Centro Scolastico Omnicomprensivo Gallaratese en ten noorden ligt het PalaSharp, een evenementenhal die bij de Olympische Winterspelen 2026 het strijdperk voor ijshockey zal zijn. Het station is ingedeeld volgens het standaardontwerp van lijn 1, de verdeelhal ligt hier echter bovengronds. De twee ondergrondse zijperrons zijn met trappen met de verdeelhal verbonden. De overdekte bushaltes liggen naast het stationsgebouw.

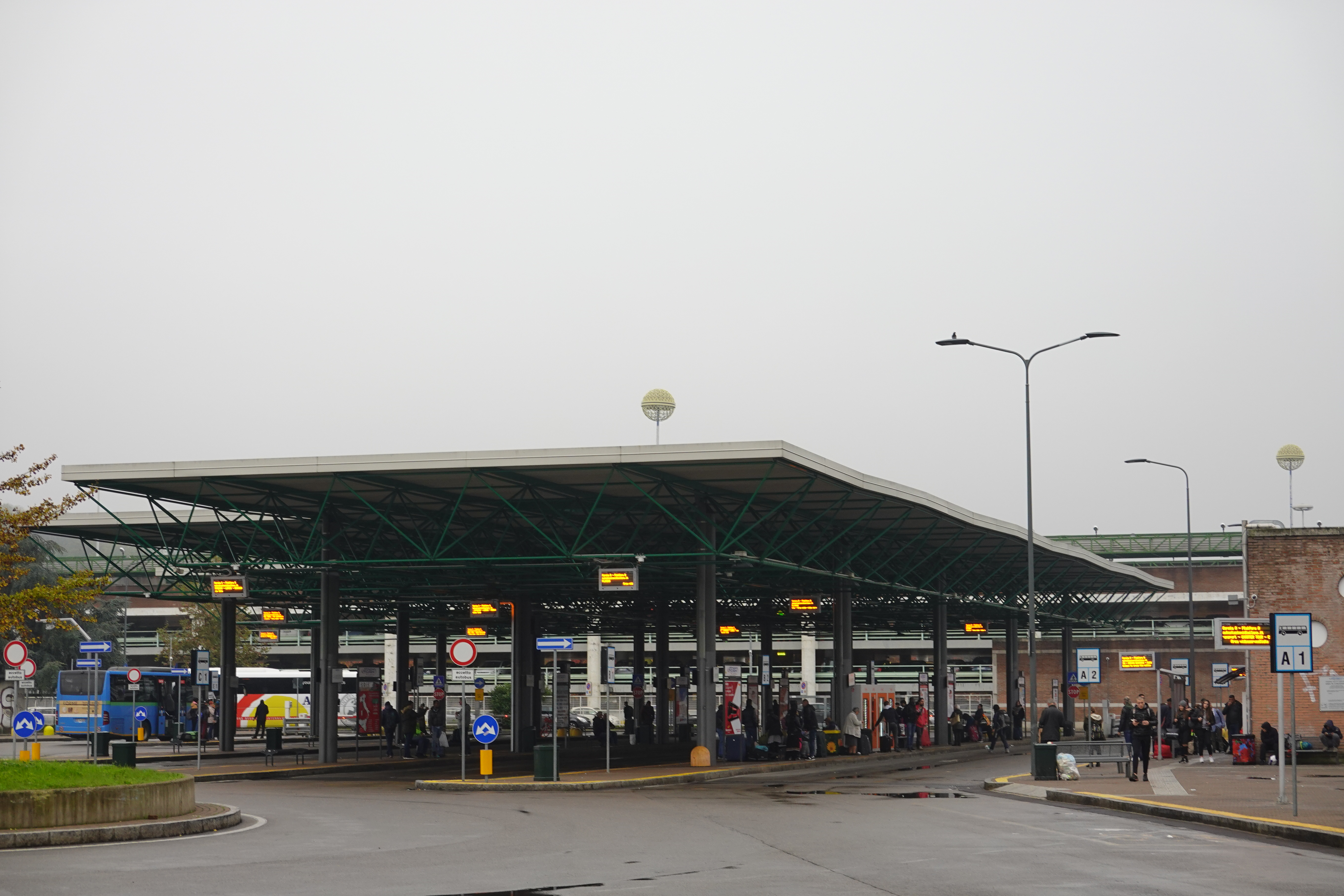
Het busstation met rechts het metrostation en de P&R garage op de achtergrond.

## Reizigersverkeer
Forensen en bezoekers aan Milaan kunnen vanaf de autostrada rechtstreeks naar het P&R-terrein met 1650 plaatsen rijden. Het busstation dat door Autostradale wordt geëxploiteerd is eveneens bedoeld als overstappunt met de metro. Naast autostradale doen diverse andere busbedrijven zoals Eurolines, Flixbus, Zaini Viaggi en Megabus het station aan.